# Brenta (gmina)
Brenta – miejscowość i gmina we Włoszech, w regionie Lombardia, w prowincji Varese.
Według danych na rok 2004 gminę zamieszkiwały 1643 osoby, 410,8 os./km².